# Centralian Superbasin
Het Centralian Superbasin is een term voor een groot intrakratonisch sedimentair bekken, dat een groot deel van Midden-, Zuid- en West-Australië zou hebben beslagen tijdens een groot deel van het Neoproterozoïcum (~ 830-540 Ma). Dit superbekken werd verstoord door twee periodes van opheffing en bergvorming, de recentste Neoproterozoïsche Petermann orogenese en uit het Paleozoïcum de Alice Springs orogenese, om overblijfselen achter te laten, waaronder het Amadeusbekken, Georginabekken, Ngaliabekken en Officer Basin.